# Magadania skopetsi
Magadania skopetsi es una especie de pez de la familia de los Zoarcidae en el orden de los perciformes.

## Morfología
Los machos pueden llegar a alcanzar los 11,6 cm de longitud total y las hembras 10,89 cm de longitud total.

## Hábitat
Es un pez de mar y de Clima templado que vive entre 7-9 m de profundidad.

## Distribución geográfica
Se encuentra en Rusia. 

## Observaciones
Es inofensivo para los humanos. 